# 法人の法的主体性
法人の法的主体性（ほうじんのほうてきしゅたいせい）とは、法人が人権、権利能力、行為能力、不法行為能力などにおいて、主体となれるかどうかのことである。これには、さまざまな説がある。

## 法人の人権享有主体性
法人が人権を享有するかは問題となる。
- この問題については、中世的な中間団体への敵視を標榜し、自然人により構成される平等な市民社会を構想し、かかる市民社会ないし自然人が権力機構である国家と対峙するのが「近代」である、というモデル（仮に、「フランス革命モデル」と呼んでおく）を描くとすると、法人の人権は否定するのが妥当であるという結論になる。現在でも、法人の人権享有主体性否定論は、有力に主張されている。
- しかし、それと反対の立法例もある。ドイツ連邦共和国基本法は、「Die Grundrechte gelten auch für inländische juristische Personen, soweit sie ihrem Wesen nach auf diese anwendbar sind.」（基本権は、内国の法人にも、基本権の本質によればその内国法人に適用可能な限りで、妥当する。）と規定している（Art. 19 Abs. 3 GG）。
- ところで、日本国憲法には、この点について明文の規定がない。この問題について、最高裁判所は、八幡製鉄事件において、次のように性質上可能な限り内国の法人に保障されると解されると判示した（最大判昭和45年6月24日民集24巻6号625頁）。要するに、フランス革命モデルではなく、ドイツ基本法モデルを採用したわけである。

「論旨は、要するに、株式会社の政治資金の寄附が、自然人である国民にのみ参政権を認めた憲法に反し、したがつて、民法九〇条に反する行為であるという。
憲法上の選挙権その他のいわゆる参政権が自然人たる国民にのみ認められたものであることは、所論のとおりである。しかし、会社が、納税の義務を有し自然人たる国民とひとしく国税等の負担に任ずるものである以上、納税者たる立場において、国や地方公共団体の施策に対し、意見の表明その他の行動に出たとしても、これを禁圧すべき理由はない。のみならず、憲法第三章に定める国民の権利および義務の各条項は、性質上可能なかぎり、内国の法人にも適用されるものと解すべきであるから、会社は、自然人たる国民と同様、国や政党の特定の政策を支持、推進しまたは反対するなどの政治的行為をなす自由を有するのである。政治資金の寄附もまさにその自由の一環であり、会社によつてそれがなされた場合、政治の動向に影響を与えることがあつたとしても、これを自然人たる国民による寄附と別異に扱うべき憲法上の要請があるものではない。論旨は、会社が政党に寄附をすることは国民の参政権の侵犯であるとするのであるが、政党への寄附は、事の性質上、国民個々の選挙権その他の参政権の行使そのものに直接影響を及ぼすものではないばかりでなく、政党の資金の一部が選挙人の買収にあてられることがあるにしても、それはたまたま生ずる病理的現象に過ぎず、しかも、かかる非違行為を抑制するための制度は厳として存在するのであつて、いずれにしても政治資金の寄附が、選挙権の自由なる行使を直接に侵害するものとはなしがたい。会社が政治資金寄附の自由を有することは既に説示したとおりであり、それが国民の政治意思の形成に作用することがあつても、あながち異とするには足りないのである。所論は大企業による巨額の寄附は金権政治の弊を産むべく、また、もし有力株主が外国人であるときは外国による政治干渉となる危険もあり、さらに豊富潤沢な政治資金は政治の腐敗を醸成するというのであるが、その指摘するような弊害に対処する方途は、さしあたり、立法政策にまつべきことであつて、憲法上は、公共の福祉に反しないかぎり、会社といえども政治資金の寄附の自由を有するといわざるを得ず、これをもつて国民の参政権を侵害するとなす論旨は採用のかぎりでない。
以上説示したとおり、株式会社の政治資金の寄附はわが憲法に反するものではなく、したがつて、そのような寄附が憲法に反することを前提として、民法九〇条に違反するという論旨は、その前提を欠くものといわなければならない。原判決に所論の違法はなく、論旨は採用しがたい。」

## 法人の権利能力
法人否認説に立たない限り、擬制説に立つか実在説に立つかを問わず、法人に権利能力が認められることになる。
日本民法は、ultra viresの法理（古典ラテン語に忠実に読めば「ウルトラー・ウィーレース」であるが、慣用では、ヨーロッパ大陸風に「ウルトラ・ヴィーレス」、英米風に「ウルトラ・ヴァイレース」などと読む）を継受し、法人の権利能力に対しては極めて謙抑的な態度をとっている。すなわち、民法34条（旧民法43条）によれば、「法人は、法令の規定に従い、定款その他の基本約款で定められた目的の範囲内において、権利を有し、義務を負う」。これは、イギリス法を継受した規定で、ドイツ民法とフランス民法の圧倒的な影響下に作成された日本民法の中で、異色の規定である。
しかし、この規定はその後の社会発展にまったく適さなかったことから、この規定をいかに骨抜きにするかが判例・学説の課題となった。学説には：
- 民法34条は権利能力ではなく行為能力を定めたものであるという説（民法学者の多数説）
- 民法34条は商事会社には適用がないとする説（商法学者の多数説）

などがある。
判例は、民法34条は権利能力に関する規定だとしつつも、同条のいう「目的の範囲」を柔軟に解釈することによって、妥当な解決を図っている。例えば、前掲八幡製鉄事件においては、次のように判示した：
「原審の確定した事実によれば、訴外八幡製鉄株式会社は、その定款において、「鉄鋼の製造および販売ならびにこれに附帯する事業」を目的として定める会社であるが、同会社の代表取締役であつた被上告人両名は、昭和三五年三月一四日、同会社を代表して、自由民主党に政治資金三五〇万円を寄附したものであるというにあるところ、論旨は、要するに、右寄附が同会社の定款に定められた目的の範囲外の行為であるから、同会社は、右のような寄附をする権利能力を有しない、というのである。
会社は定款に定められた目的の範囲内において権利能力を有するわけであるが、目的の範囲内の行為とは、定款に明示された目的自体に限局されるものではなく、その目的を遂行するうえに直接または間接に必要な行為であれば、すべてこれに包含されるものと解するのを相当とする。そして必要なりや否やは、当該行為が目的遂行上現実に必要であつたかどうかをもつてこれを決すべきではなく、行為の客観的な性質に即し、抽象的に判断されなければならないのである（最高裁昭和二四年（オ）第六四号・同二七年二月一五日第二小法廷判決・民集六巻二号七七頁、同二七年（オ）第一〇七五号・同三〇年一一月二九日第三小法廷判決・民集九巻一二号一八八六頁参照）。
ところで、会社は、一定の営利事業を営むことを本来の目的とするものであるから、会社の活動の重点が、定款所定の目的を遂行するうえに直接必要な行為に存することはいうまでもないところである。しかし、会社は、他面において、自然人とひとしく、国家、地方公共団体、地域社会その他（以下社会等という。）の構成単位たる社会的実在なのであるから、それとしての社会的作用を負担せざるを得ないのであつて、ある行為が一見定款所定の目的とかかわりがないものであるとしても、会社に、社会通念上、期待ないし要請されるものであるかぎり、その期待ないし要請にこたえることは、会社の当然になしうるところであるといわなければならない。そしてまた、会社にとつても、一般に、かかる社会的作用に属する活動をすることは、無益無用のことではなく、企業体としての円滑な発展を図るうえに相当の価値と効果を認めることもできるのであるから、その意味において、これらの行為もまた、間接ではあつても、目的遂行のうえに必要なものであるとするを妨げない。災害救援資金の寄附、地域社会への財産上の奉仕、各種福祉事業への資金面での協力などはまさにその適例であろう。会社が、その社会的役割を果たすために相当を程度のかかる出捐をすることは、社会通念上、会社としてむしろ当然のことに属するわけであるから、毫も、株主その他の会社の構成員の予測に反するものではなく、したがつて、これらの行為が会社の権利能力の範囲内にあると解しても、なんら株主等の利益を害するおそれはないのである。
以上の理は、会社が政党に政治資金を寄附する場合においても同様である。憲法は政党について規定するところがなく、これに特別の地位を与えてはいないのであるが、憲法の定める議会制民主主義は政党を無視しては到底その円滑な運用を期待することはできないのであるから、憲法は、政党の存在を当然に予定しているものというべきであり、政党は議会制民主主義を支える不可欠の要素なのである。そして同時に、政党は国民の政治意思を形成する最も有力な媒体であるから、政党のあり方いかんは、国民としての重大な関心事でなければならない。したがつて、その健全な発展に協力することは、会社に対しても、社会的実在としての当然の行為として期待されるところであり、協力の一態様として政治資金の寄附についても例外ではないのである。論旨のいうごとく、会社の構成員が政治的信条を同じくするものでないとしても、会社による政治資金の寄附が、特定の構成員の利益を図りまたその政治的志向を満足させるためでなく、社会の一構成単位たる立場にある会社に対し期待ないし要請されるかぎりにおいてなされるものである以上、会社にそのような政治資金の寄附をする能力がないとはいえないのである。上告人のその余の論旨は、すべて独自の見解というほかなく、採用することができない。要するに、会社による政治資金の寄附は、客観的、抽象的に観察して、会社の社会的役割を果たすためになされたものと認められるかぎりにおいては、会社の定款所定の目的の範囲内の行為であるとするに妨げないのである。
原判決は、右と見解を異にする点もあるが、本件政治資金の寄附が八幡製鉄株式会社の定款の目的の範囲内の行為であるとした判断は、結局、相当であつて、原判決に所論の違法はなく、論旨は、採用することができない。」

## 法人の行為能力
法人の行為能力については、擬制説と実在説で結論が異なるとされる。
- 法人擬制説によれば、法人とは法が特に擬制した権利義務の帰属点に過ぎないから、行為能力を認める必要はなく、代理人たる理事の行為の効果が法人に帰属する、という構成をとることになる。
- 法人実在説によれば、法人は自ら意思を持ち、それに従い行為するのであり、法人の行為能力が認められるということになる（理事の行為は、法人を「代理」しているのではなく、「代表」しているのだ（民法53条本文）、といわれる）。

民法34条を法人の行為能力を制限した規定であるとの解釈は、法人本質論に意義を認めるのであれば、実在説をとらなければ成り立ち得ない。もっとも、法人本質論はそもそも余り意味のある議論ではないという考え方も近時は有力である。